# Skontohallen
Skontohallen (lettisk: Olimpiskā Skonto halle), eller Skonto Arena, er et 7.350 kvadratmeter stort indendørs idrætsanlæg i Riga, hovedstaden i Letland, som hovedsagelig benyttes til ishockey og basketball. Hallen blev oprindeligt opført i 1996 og kan rumme enten 2.000 siddende tilskuere eller 8.000 stående tilskuere. I anledning af VM i ishockey 2006, som fandt sted i Letland, gennemgik hallen en fuldstændig renovering og følgende genåbnet i 2006. Efter verdensmesterskaberne blev arenaen hjemmebane for basketballklubben BK Skonto Riga, derudover benyttes hallen også til udstillinger, koncerter og som konference- og kongresbygning. Udover sportsarrangementerne afholdtes Eurovision Song Contest 2003 i Skontohallen.